# بولا جاي باركر
بولا جاي باركر (بالإنجليزية: Paula Jai Parker)‏ هي ممثلة أمريكية، ولدت في 19 أغسطس 1969 بكليفلاند في الولايات المتحدة.

## أعمال

### أفلام
- (2002) جرائم عليا[4]
- (2002) كبينة الهاتف[5]
- (2005) احتيال وانسياب[6]

### مسلسلات
- اسمي إيرل
- التحقيق في موقع الجريمة
- ميامي

## وصلات خارجية
- بولا جاي باركر على موقع IMDb (الإنجليزية)
- بولا جاي باركر على موقع ألو سيني (الفرنسية)
- بولا جاي باركر على موقع أول موفي (الإنجليزية)
- بولا جاي باركر على موقع قاعدة بيانات الأفلام السويدية (السويدية)
- بولا جاي باركر على موقع إن إن دي بي (الإنجليزية)
- بولا جاي باركر على موقع قاعدة بيانات الفيلم (الإنجليزية)
- بولا جاي باركر على موقع كينوبويسك (الروسية)